# Blechnum heringeri
Blechnum heringeri är en kambräkenväxtart som beskrevs av Alexander Curt Brade. Blechnum heringeri ingår i släktet Blechnum och familjen Blechnaceae. Inga underarter finns listade.